# Uromastyx macfadyeni
Uromastyx macfadyeni är en ödleart som beskrevs av  Parker 1932. Uromastyx macfadyeni ingår i släktet dabbagamer, och familjen agamer. Inga underarter finns listade i Catalogue of Life.